# De City
De Stadsverkeersdienst Eindhoven (volledig N.V. Stadsverkeersdienst Eindhoven), later bekend als Autobedrijf "De City" (volledig N.V. Autobedrijf "De City" en kortweg "De City"), was een vervoerbedrijf dat van 1928 tot 1971 de stadsbusdienst van Eindhoven verzorgde.

## Geschiedenis

### Ontstaan
Het bedrijf werd in 1928 opgericht door H.J.P. Boon en F.C. Bazelmans. Zij begonnen hun lijndiensten met zeven gehuurde Brockway-bussen op zes stadslijnen. Al snel bleek dat de zeven bussen te krap in aantal was voor de bediening van de zes stadslijnen en hierdoor werden er twee Opel-stadsbussen bijbesteld. In de loop der jaren werd steeds meer eigen materieel besteld en in 1932 waren zestien bussen aanwezig voor de bediening van de stadsdienst. In 1938 bleef de dienst groeien, ondanks de crisis van de jaren 30.

### "De City"
De gemeentelijke vergunning van het bedrijf liep af op 31 december 1938, maar werd voor vijf jaar verlengd, onder voorwaarden dat nog maar één persoon de leiding zou hebben over het bedrijf en dat er een naamswijziging kwam. H.J.P. Boon werd hierbij de enige directeur van het bedrijf en de naam werd gewijzigd in N.V. Autobedrijf "De City" of kortweg "De City". Tijdens de Tweede Wereldoorlog kreeg De City problemen bij het exploiteren van de vervoersdienst. Na de oorlog werden de diensten in juli 1945 bescheiden hervat met zwaar beschadigde bussen en gevorderd materieel. Pas na drie à vier jaar kon het bedrijf het voorloorlogse aanbod van diensten terugbrengen.
In de jaren 1950 werd het wagenpark van De City gemoderniseerd met Magirus bussen met een gekoelde Deutz dieselmotoren. De keuze voor deze bussen lag voor de hand omdat het bedrijf ook dealer was van het Duitse merk. Hoewel in de stad Eindhoven de DAF-fabriek  gevestigd was, duurde het tot 1963 voordat de eerste twee bussen met DAF-componenten in dienst kwamen.

### Overname
In de jaren 1960 waren er aanbiedingen van het streekvervoerbedrijf Zuidooster, een dochteronderneming van de Nederlandse Spoorwegen om de stadsdienst over te nemen. Deze gesprekken waren geen succes omdat het bedrijf de diensten niet wilde verkopen. Het bedrijf leed namelijk geen verliezen. In 1969 overleed echter een van de oprichters, H. Boon. Het bedrijf werd hierdoor kort gerund door de gemeente. In 1971 werden de gesprekken met Zuidooster herstart en in 1972 werd het bedrijf gerund door de gemeente en de streekvervoerders Zuidooster, BBA en EMA. Deze richtten de naamloze vennootschap Openbaar Vervoer Eindhoven (OVE) op. Vanaf januari 1972 verzorgde Zuidooster voorlopig de stadsdienst van Eindhoven, dit omdat de vervoerders nog aan het onderhandelen waren wie welke lijnen zou gaan rijden.

### Brand
Door een brand op 8 mei 1972 in de garage van het voormalige bedrijf "De City" brandden 31 van de 51 bussen uit en sneuvelde ook een Zuidooster-bus. Zuidooster plaatste toen een spoedbestelling van twintig stadsbussen bij Den Oudsten, die twee maanden later al geleverd werden. Door deze brand ging een groot deel van het materieel uit de jaren 1950 en 1960 verloren.